# Conus berdulinus
Conus berdulinus é uma espécie de gastrópode do gênero Conus, pertencente a família Conidae.

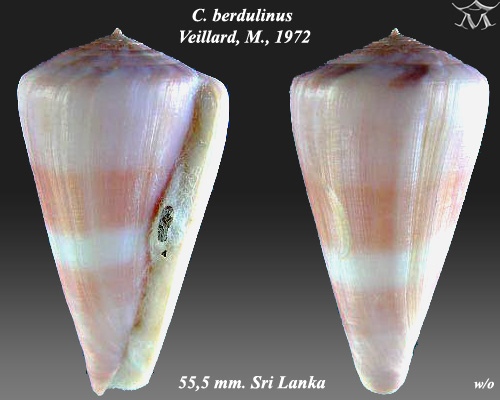